# Renato (álbum de Mina)
Renato es el quinto álbum de la cantante italiana Mina, publicado por la discográfica Italdisc en diciembre de 1962.
En realidad es una recopilación de sencillos publicados en 45 RPM durante 1962 y dos de 1961: Sabato notte y Un tale. Chopin cha cha es la única inédita y que no sue lanzada como sencillo anteriormente, pero fue incluida en el recopilatorio Mina interpretata da Mina de 1965. 
Por razones de espacio, Il disco rotto/Si lo so, el último sencillo en 45 RPM publicado en octubre de 1962 y que incluye ambas canciones no fue incluido en este álbum, aunque Si lo so fue editado en el disco siguiente Stessa spiaggia, stesso mare de 1963. 
Este álbum ha sido reeditado y remasterizado en diversas ocasiones y formatos diferentes.

## Lista de canciones
| N.º | Título                    | Duración |  |
| 1.  | «Renato (Renata)»         | 2:08     |  |
| 2.  | «Improvvisamente»         | 2:59     |  |
| 3.  | «Da chi (Y de ahí)»       | 1:53     |  |
| 4.  | «Le tue mani»             | 3:39     |  |
| 5.  | «Chihuahua»               | 2:10     |  |
| 6.  | «Il soldato Giò»          | 2:04     |  |
| 7.  | «Vola vola da me»         | 2:18     |  |
| 8.  | «Eclisse twist»           | 2:50     |  |
| 9.  | «Stringimi forte i polsi» | 2:31     |  |
| 10. | «Sabato notte»            | 2:36     |  |
| 11. | «Chopin cha cha»          | 2:13     |  |
| 12. | «Un tale»                 | 3:27     |  |

- Datos: Q3932590